# Кейпълтън
Клифтън Джордж Бейли III (на английски: Clifton George Bailey III), познат най-много с псевдонима си Кейпълтън (Capleton), е ямайски реге певец и антор на песни. Известен е също с прозвищата Цар Шанго (King Shango), Цар Давид (King David), Пожарникаря (The Fireman) и Пророка (The Prophet).
Привърженик е на растафарински възгледи, които  изразява в песните си. Звуозаписната му компания се казва David House Productions.
Роден е в Ислингтън (Islington), епархия (община) Сейнт Мери (Saint Mary), Ямайка на 13 април 1967 г. Още в младежка възраст е наричан Кейпълтън от приятели и роднини по името на известен местен адвокат, близък на семейството. Днес предпочита прозвищено Цар Шанго, свързано с произхода му от народа йоруба.
Първото му голямо участие започва в Торонто, Канада през 1989 г., където е поканен да се изяви. Успехът му там го насърчава и се утвърждава през годините в Ямайка и на други места, където е канен на турнета.

## Дискография
- Lotion Man – 1991
- Alms House – 1993
- Good So // Добре така – 1994
- Prophecy // Пророчество – 1995
- I-Testament – 1997
- One Mission (compilation) // Една мисия (компилация) – 1999
- More Fire // Повече огън – 2000
- Still Blazin' – 2002
- Voice of Jamaica // Гласът на Ямайка – 2003
- The People Dem – 2004
- Reign of Fire – 2004
- Free Up – 2006
- Hit wit da 44 rounds – 2007